# Artus Maria Matthiessen

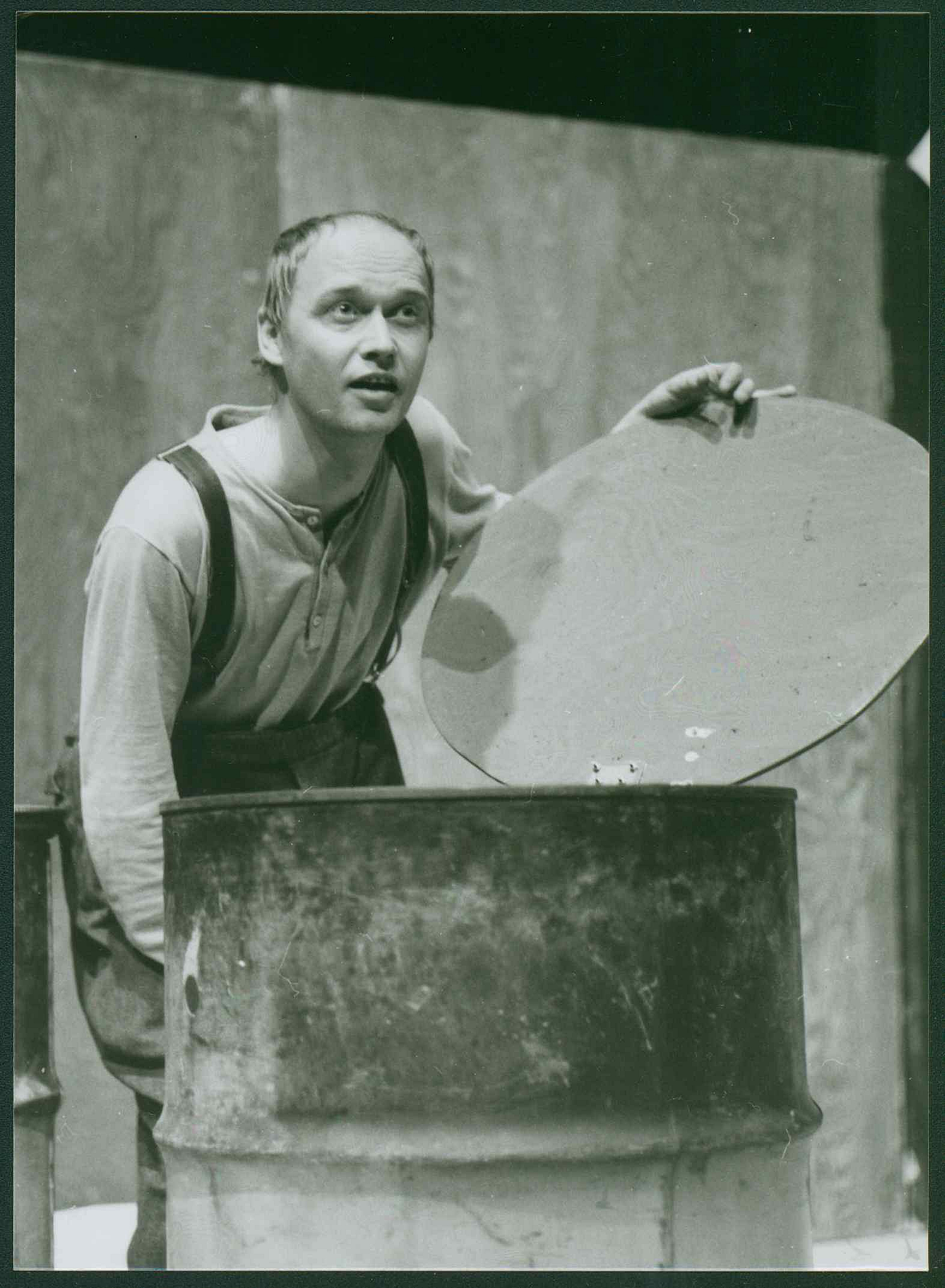
Artus Maria Matthiessen in Endspiel am Badischen Staatstheater Karlsruhe (1985/86)

Artus Maria Matthiessen, auch Artus M. Matthiessen, kurz Artus Matthiessen (* 1950 in Calw) ist ein deutscher Schauspieler.

## Leben und Karriere
Matthiesens Ausbildung zum Schauspieler erfolgte zwischen 1975 und 1978 am Mozarteum in Salzburg sowie an der Hochschule für Musik und Darstellende Kunst in Stuttgart. Als Theaterschauspieler war Matthiesen unter anderem viele Jahre am Schauspielhaus Düsseldorf sowie auch am Staatstheater Mainz zu sehen.
Artus Maria Matthiesen spielte in den 1980er-Jahren in zwei Tatort-Filmen als junger Polizeibeamter und übernahm 1993 eine kleine Rolle als SS-Kommandant im oscarprämierten Klassiker Schindlers Liste von Steven Spielberg. Nachdem er lange nur gelegentlich in Film- und Fernsehproduktionen auftrat, ist er seit den 2010er-Jahren in vielen Fernsehserien wie Tatort, Wilsberg, Der letzte Bulle, SOKO Stuttgart und Löwenzahn zu sehen. Zu seinen wenigen Kinoauftritten gehören Nebenrollen in Sönke Wortmanns Komödie Das Hochzeitsvideo (2012) und in Christian Schwochows Literaturverfilmung Deutschstunde (2019). Daneben wirkt Matthiesen auch an Hörspielen mit.

## Filmografie (Auswahl)
- 1983: Empfänger unbekannt
- 1983: Tatort: Peggy hat Angst (Fernsehfilm)
- 1986: Tatort: Aus der Traum (Fernsehfilm)
- 1989: Verfolgte Wege
- 1993: Schindlers Liste (Schindler’s List)
- 1996/1999: Stadtklinik (Fernsehserie, 2 Folgen)
- 2006: Ritas Welt (Fernsehserie, Folge Das Model)
- 2003: Countdown auf der Todesbrücke (Pilotfilm für Alarm für Cobra 11 – Einsatz für Team 2)
- 2005: Speer und Er (Doku-Drama)
- 2006: Die Familienanwältin (Fernsehserie, Folge Hinter dem Spiegel)
- 2007: Tatort: Bienzle und sein schwerster Fall (Fernsehfilm)
- 2010, 2022: SOKO Köln (Fernsehserie, Folgen Mord im Steinbruch, Die Verschworenen)
- 2010–2018: SOKO Stuttgart (Fernsehserie, 3 Folgen)
- 2011: Tatort: Zwischen den Ohren (Fernsehfilm)
- 2012: Das Hochzeitsvideo
- 2012: Löwenzahn (Fernsehserie, Folge Der große Film)
- 2013: Wilsberg: Gegen den Strom (Fernsehfilm)
- 2013: Der letzte Bulle (Fernsehserie, Folge Der Sinn des Lebens)
- 2013: Turbo & Tacho (Fernsehfilm)
- 2014: Brezeln für den Pott (Fernsehfilm)
- 2014: Heiter bis tödlich: Hauptstadtrevier (Fernsehserie, Folge So Gott will)
- 2014: Unter Anklage: Der Fall Harry Wörz (Fernsehfilm)
- 2015: Heldt (Fernsehserie, Folge Heisses Eisen)
- 2018: Die Hälfte der Welt gehört uns – Als Frauen das Wahlrecht erkämpften (Fernsehfilm)
- 2019: Merz gegen Merz (Fernsehserie, Folge Alles neu, alles anders)
- 2019: Tatort: Kaputt (Fernsehfilm)
- 2019: Deutschstunde
- 2021: Die Bestatterin – Die unbekannte Tote (Fernsehfilm)
- 2022: Tatort: Des Teufels langer Atem (Fernsehfilm)
- 2022: Echo
- 2023: Die Bestatterin – Zweieinhalb Tote (Fernsehfilm)
- 2024: Im Rosengarten
- 2025: Die Bestatterin – Tote leben länger (Fernsehfilm)